# Gmina Vissenbjerg
Gmina Vissenbjerg (duń. Vissenbjerg Kommune) była w latach 1970-2006 (włącznie) jedną z gmin w Danii w okręgu Fionii (Fyns Amt). 
Siedzibą władz gminy było miasto Vissenbjerg. 
Gmina Vissenbjerg została utworzona 1 kwietnia 1970 na mocy reformy podziału administracyjnego Danii. Po kolejnej reformie w 2007 r. weszła w skład nowej gminy Assens.

## Dane liczbowe
- Liczba ludności: (♀ 3081 + ♂ 3015) = 6096
  - wiek 0-6: 9,4%
  - wiek 7-16: 14,2%
  - wiek 17-66: 64,4%
  - wiek 67+: 12,0%
- zagęszczenie ludności: 129,7 osób/km² (2004)
- bezrobocie: 5,1% osób w wieku 17-66 lat
- cudzoziemcy z UE, Skandynawii i USA: 67 na 10 000 osób
- cudzoziemcy z krajów Trzeciego Świata: 74 na 10 000 osób
- liczba szkół podstawowych: 2 (liczba klas: 40)